# アホイ
アホイ (ahoj, ahoy, ahoi) は、ヨーロッパのいくつかの言語で使われる挨拶である。

## スラヴ語派
チェコ語、スロヴァキア語、スロヴェニア語などのアホイ ahoj は、出会いの挨拶である。日本語の「やあ」「おーい！」「ねえ」「よう！」などの意味で、英語の hi にあたるくだけた表現である。語源は英語の ahoy である。　　

## 英語・ドイツ語
英語の ahoy・ドイツ語の ahoi は、海上で他の船に呼びかけるときの挨拶である。
電話の発明者グラハム・ベルは、アホイ ahoy を電話の挨拶にすることを提案した。しかし、トーマス・エジソンの提案によるハロー (hello) が広まることとなった。